# Eleições gerais no Malauí em 2009
As eleições gerais malauianas de 2009 foram realizadas em 19 de maio. Foram eleitos o presidente e 193 membros do parlamento local.

## Candidatos
Participam da disputa presidencial, sete candidatos, incluindo uma mulher e um independente, enquanto mais de mil pessoas, entre representantes de partidos e independentes, concorrem ao Parlamento de 193 lugares.
- Bingu wa Mutharika do Partido Democrático Progressivo (DPP);
- Bakili Muluzi, presidente da Frente Democrática Unida;
- John Tembo do Partido Congressista de Malauí;
- Dindi Gowa Nyasulu, da Aliança para a Democracia (AFORD);
- Kamuzu Chibambo, do partido Transformação do Povo (PETRA);
- Mark Katsonga Phiri, do Movimento Progressivo do Povo (PPM) e
- Stanley Masauli, do Partido Republicano.

## O pleito e resultados
Cerca de 5,7 milhões de eleitores foram convocados a votar. Com 93,25% das urnas apuradas, o presidente, Bingu wa Mutharika, foi reeleito com 2.730.630 votos, contra 1.270.057 do opositor John Tembo.